# European Tyre and Rim Technical Organisation
European Tyre and Rim Technical Organisation (ETRTO) är en EU-organisation för standardisering av däck och fälgar med säte i Bryssel. Organisationen bildades 1964. ETRTO samarbetar med ISO
ETRTO-standarden för däck har ersatt den äldre standarden där storleken angavs i engelska tum.
Ett cykeldäck märkt med 60-559 har ytterbredden 60 mm och innerdiametern 559 mm. Ofta anges den äldre standarden inom parentes efter ETRTO t.ex. 60-559 (26 x 2.35).
Slangar är märkta enligt samma system.